# Campeonato Sul-Americano de Rugby de 2014 - Divisão C
O Campeonato Sul-Americano de Rugby de 2014 - Divisão C foi a terceira edição deste torneio, então organizado pela Confederação Sul-Americana de Rugby (CONSUR). A sede deste evento foi o Panamá, com as partidas tendo sido realizadas em sua capital. Foi também conhecido como Campeonato Centro-Americano de Rugby.
A representação de El Salvador conquistou o título deste torneio, após uma campanha muito nivelada com outros dois concorrentes diretos ao título.

## Participantes e regulamento
A terceira edição do Sul-Americano Divisão C contou quatro participantes. Além dos anfitriões panamenhos, se fizeram presentes as representações de Costa Rica, El Salvador e Guatemala. Todos se enfrentaram em turno único e, ao final das três rodadas, a equipe que somasse mais pontos sagraria-se campeã.
Ao contrário da edição passada, nesta oportunidade o campeão não garantiu vaga ao Sul-Americano Divisão B para 2015.

## Partidas da Divisão C de 2014
Seguem-se, abaixo, as partidas disputadas pelo Campeonato Sul-Americano de Rugby Divisão C de 2014 (CONSUR C 2014).

### 1ª rodada
| 5 de outubro de 2014 |         |        |                                             |
| Costa Rica           | 18 - 10 | Panamá | Cidade Desportiva Kiwanis, Cidade do Panamá |
|                      | Reporte |        | Cidade Desportiva Kiwanis, Cidade do Panamá |

| 5 de outubro de 2014 |         |             |                                             |
| Guatemala            | 23 - 17 | El Salvador | Cidade Desportiva Kiwanis, Cidade do Panamá |
|                      | Reporte |             | Cidade Desportiva Kiwanis, Cidade do Panamá |

### 2ª rodada
| 8 de outubro de 2014 |         |             |                                             |
| Costa Rica           | 14 - 24 | El Salvador | Cidade Desportiva Kiwanis, Cidade do Panamá |
|                      | Reporte |             | Cidade Desportiva Kiwanis, Cidade do Panamá |

| 8 de outubro de 2014 |         |           |                                             |
| Panamá               | 19 - 24 | Guatemala | Cidade Desportiva Kiwanis, Cidade do Panamá |
|                      | Reporte |           | Cidade Desportiva Kiwanis, Cidade do Panamá |

### 3ª rodada
| 11 de outubro de 2014 |         |             |                                             |
| Panamá                | 3 - 29  | El Salvador | Cidade Desportiva Kiwanis, Cidade do Panamá |
|                       | Reporte |             | Cidade Desportiva Kiwanis, Cidade do Panamá |

| 11 de outubro de 2014 |         |           |                                             |
| Costa Rica            | 22 - 17 | Guatemala | Cidade Desportiva Kiwanis, Cidade do Panamá |
|                       | Reporte |           | Cidade Desportiva Kiwanis, Cidade do Panamá |

### Classificação Final
| Seleção     | Vitórias | Empates | Derrotas | Pontos a favor | Pontos contra | Saldo | Pontos totais |
| ----------- | -------- | ------- | -------- | -------------- | ------------- | ----- | ------------- |
| El Salvador | 2        | 0       | 1        | 70             | 40            | +30   | 6             |
| Guatemala   | 2        | 0       | 1        | 64             | 58            | +6    | 6             |
| Costa Rica  | 2        | 0       | 1        | 54             | 51            | +3    | 6             |
| Panamá      | 0        | 0       | 3        | 32             | 71            | -39   | 0             |

- Critérios de pontuação: vitória = 3, empate = 1, derrota = 0.

## Torneio de rugby sevens feminino
Além do CONSUR C, o Panamá sediou em paralelo um torneio de rugby sevens feminino. Nele participaram, além do país-sede, as equipes de Costa Rica, El Salvador, México e Nicarágua.
Como curiosidade, os panamenhos apresentaram duas equipes distintas para este torneio de seven-a-side, sendo elas Panamá Azul e Panamá Vermelho.

## Campeão da Divisão C 2014
| Campeonato Sul-Americano de Rugby 2014 Divisão C |
| ------------------------------------------------ |
| El Salvador Campeão (1º título)                  |